# Bourogne
Bourogne település Franciaországban, Territoire de Belfort megyében. Lakosainak száma 1737 fő (2022. január 1.). Bourogne Allenjoie, Dambenois, Charmois, Froidefontaine, Méziré, Morvillars, Trévenans és Meroux-Moval községekkel határos.

## Népesség
A település népességének változása:
| Lakosok száma | 1965 | 1924 | 1929 | 1896 | 1888 | 1903 | 1848 | 1792 | 1737 |
|               | 2013 | 2015 | 2016 | 2017 | 2018 | 2019 | 2020 | 2021 | 2022 |